# Jordi Bonareu
Jordi Bonareu Bussot (Mataró, 16 settembre 1934) è un ex cestista spagnolo.

## Carriera
Con la Spagna conquistò la medaglia d'oro ai Giochi del Mediterraneo del 1955.

## Palmarès
- Campionato spagnolo: 1

Barcellona:  1958-1959
- Copa del Rey: 1

Barcellona: 1959